# Omega lo sconosciuto
Omega lo sconosciuto è un personaggio dei fumetti Marvel creato nel 1976 da Steve Gerber e Mary Skrenes e illustrato da Jim Mooney. Si tratta di un supereroe di origine aliena che viene inizialmente presentato come una strana versione del Superman della DC Comics, ma Gerber avvolge la sua storia di misteri ed enigmi collegando il suo destino a quello di un ragazzo terrestre di nome James-Michael Starling.
Il personaggio esordisce con una serie regolare a lui dedicata, Omega the Unknown, ma chiude dopo soli 10 numeri, lasciando in sospeso diverse storyline e incognite su Omega. Dopo un oblio editoriale durato decenni, nel 2007-2008 la sua storia viene ripresa grazie allo scrittore Jonathan Lethem.

## Storia del personaggio
Omega è un alieno che, sfuggito con una navicella alla distruzione del proprio pianeta provocata da esseri spaziali invasori, si ritrova sul pianeta Terra. Parallelamente un ragazzo di dodici anni, James Michael Starling, si trova suo malgrado coinvolto negli scontri tra gli esseri alieni e Omega, e instaura con quest'ultimo una sorta di simbiosi.
James-Michael, divenuto orfano, si trasferisce a Manhattan, nel duro quartiere popolare di Hell's Kitchen, seguito a sua insaputa da Omega. Qui le loro vite sono destinate ad intrecciarsi sempre di più, pur senza esplicitare mai completamente la vera natura del loro particolare legame psichico.
Nel 1979, esaurita la prima serie di avventure, durata dieci numeri, interrotta per lo scarso successo di pubblico, i due personaggi sono riapparsi solamente nei numeri 76 e 77 di Difensori, con i disegni di Herb Trimpe e le storie di Steven Grant e Mark Gruenwald, dove, tra l'altro, viene finalmente svelato anche il mistero di James-Michael e Omega.
L'Omega di Steve Gerber (già autore del fumetto cult Howard il papero), però, non si presenta affatto come il classico supereroe; è taciturno, schivo e misterioso, lascia anche scappare i criminali in cui si imbatte, attirandosi così le ire di cittadini attoniti, mentre altre volte, invece, accetta di acciuffarne altri su ricompensa in denaro (che usa per comperare vestiti civili, cibo, e per aiutare un anziano commerciante presso il quale trova ospitalità).
A differenza di molti altri fumetti Marvel, nelle avventure di Omega c'è anche una manifesta denuncia sociale dell'emarginazione e della violenza nei sobborghi americani, spesso rappresentata in maniera più cruda che in altri fumetti pure ambientati nelle metropoli moderne, come per esempio le avventure dell'Uomo Ragno.
Tra il 2007 e il 2008 lo scrittore americano Jonathan Lethem ha recuperato il personaggio in una miniserie illustrata da Farel Darlymple.

## Edizione in lingua italiana
La serie originale Omega the Unknown (Vol.1) è stata pubblicata in Italia dall'editoriale Corno a partire dal n. 1 della collana Gli Eterni (marzo 1978). Nello stesso albo debuttano la prima serie degli Eterni creata da Jack Kirby e il primo albo di Nova, creato da Marv Wolfman e John Buscema. L'ultimo albo di Omega the Unknown (Vol.1), il n. 10, viene pubblicato su Gli Eterni n. 15 del maggio 1979.
La Panini Comics nel 2012 ha pubblicato tutti gli albi (compresi i due numeri de "I Difensori") in un volume celebrativo brossurato su carta patinata nella collezione Marvel Gold 70 Classic, curata da Marcello Riboni e Fabio Gamberini.